# برنارد بیورد
برنارد بیورد (انگلیسی: Bernard Bureau؛ زادهٔ ۲۵ ژانویهٔ ۱۹۵۹) بازیکن فوتبال سابق اهل فرانسه است.
از باشگاه‌هایی که در آن بازی کرده‌است می‌توان به باشگاه فوتبال نانسی، باشگاه فوتبال استاد برستوا ۲۹، باشگاه فوتبال لیل، باشگاه فوتبال استاد رنس، و باشگاه فوتبال پاری سن ژرمن اشاره کرد.
وی همچنین در تیم ملی فوتبال France Olympic بازی کرده‌است.